# Henryk Gericke
Henryk Gericke (* 22. Dezember 1964 in Ost-Berlin) ist ein deutscher Schriftsteller, Herausgeber und Galerist.

## Leben
Nach abgeschlossener Buchbinder-Lehre arbeitete Gericke von 1983 bis 1986 als Drucker im Progress Film-Verleih und von 1986 bis 1989 im Büro für kunstbezogene Architektur. 1982 und 1983 war Gericke Sänger der Ostberliner Punkband The Leistungsleichen. Seit 1984 war er Autor und Herausgeber unabhängiger Editionen und veröffentlichte Beiträge in selbstverlegten Zeitschriften wie u. a. Ariadnefabrik, Verwendung, Anschlag, Liane. 1985 bis 1989 war er unter dem Pseudonym Vrah Toth Herausgeber und Autor der unabhängigen Künstlerzeitschriften Caligo., Autodafé und Braegen 1990 gehörte er zu den Mitbegründern und Gesellschaftern des Verlages Druckhaus Galrev, den er 1993 verließ. Seit 1993 ist er freischaffender Schriftsteller. 2004 und 2021 erhielt Henryk Gericke das Alfred-Döblin-Stipendium der Akademie der Künste Berlin. 2006 schrieb er das Drehbuch der Kinodokumentation ostPUNK! – too much future. 2009 war er Gestalter und Co-Organisator der Ausstellung Poesie des Untergrunds. Die Literaten- und Künstlerszene Ostberlins 1979 bis 1989, Mitkurator der Ausstellung In Grenzen frei – Mode, Fotografie, Underground in der DDR sowie Mitherausgeber des gleichnamigen Ausstellungskataloges. 2010 eröffnete er die Staatsgalerie Prenzlauer Berg in Berlin. 2014 war er Co-Kurator der Ausstellung brennzeiten – Die Keramikwerkstatt Wilfriede Maaß, ein Zentrum des künstlerischen Offgrounds in Ostberlin und Mitherausgeber des gleichnamigen Begleitbuches. Seit 2018 ist er Herausgeber der Vinyl-Editionen Iron Curtain Radio (Major Label, gemeinsam mit Alexander Pehlemann) und der Vinyl- und Kassetten-Reihe tapetopia – GDR Underground Tapes 1980-90. 2021 erhielt Gericke ein Arbeitsstipendium im Künstlerhaus Lukas, Ahrenshoop. 2024 war er der 31. Burgschreiber zu Beeskow. Im gleichen Jahr erschien Gerickes Werk Tanz den Kommunismus. Punkrock DDR 1980–1989 beim Verbrecher Verlag. Ebenfalls in 2024 erschien von Andreas Koziol Menschenkunde, herausgegeben von Lutz Seiler in Zusammenarbeit mit Henryk Gericke bei kookbooks.

## Werk

### Lyrik und Sachliteratur
- autoreverse. Gedichte, edition qwert zui opü, Berlin 1996, ISBN 3-910161-14-6. Mit Zeichnungen von Ronald Lippok.
- etwas mit einem auftrag. edition seiten, Berlin 1997.
- Soundtrack zum Exodus (Text zur DDR-Ausreisewelle 1984). Irland Almanach, Unrast Verlag, 2000.
- was ich hörte, was ich sah, was ich dachte, was dann geschah. edition seiten, Berlin 2001.
- eine kommentierte auswahl ungeschriebener gesetze. Peter Ludewig, München 2003, ISBN 3-9808640-2-2.
- too much future – Punk in der DDR. Künstlerhaus Bethanien & Verbrecher Verlag, Berlin 2005, ISBN 978-3-935843-91-1. Herausgeber, gemeinsam mit Michael Boehlke.
- In Grenzen frei – Mode, Fotografie, Underground in der DDR. Kerber Verlag, Bielefeld 2009, ISBN 978-3-86678-316-4. Herausgeber, gemeinsam mit Michael Boehlke, Grit Seymour, Frieda von Wild.
- brennzeiten – Die Keramikwerkstatt Wilfriede Maaß, ein Zentrum des künstlerischen Offgrounds in Ostberlin. Lukas Verlag, Berlin 2014, ISBN 978-3-86732-195-2.
- too much future – Punkrock GDR 1980–1989. Buch zur gleichnamigen Vinyl-Compilation. Major Label, Leipzig 2020.
- Tanz den Kommunismus. Punkrock DDR 1980–1989. Verbrecher Verlag, Berlin 2024, ISBN 978-3-95732-584-6.

### Übersetzungen
- Gerard Manley Hopkins. pied beauty / Gescheckte Schönheit. Gedichte. Übertragungen gemeinsam mit Stefan Döring, Gerhard Falkner und Andreas Koziol, edition qwert zui opü, Berlin 1995.
- Würgemale (Texte der Stranglers). Übertragungen gemeinsam mit Andreas Koziol, Bert Papenfuß; Grafiken von MK Kähne und Ronald Lippok. Galerie Weisser Elefant, Berlin 1996.
- Edward de Vere. echo verses, Gedichte. Übertragungen gemeinsam mit Andreas Koziol, Peter Ludewig Verlag, München 2007.
- WIRE. Ink Flag, Buch + Single/7". Künstlerhaus Bethanien & Staatsgalerie Prenzlauer Berg[10], Berlin 2015. Übertragungen von Texten von Wire gemeinsam mit Stefan Döring, Alexander Krohn, Bert Papenfuß, Falko Teichmann. Zeichnungen von MK Kaehne. Musik von Tarwater.

### Original-graphische Editionen
- Caligo. Gemeinsam mit dem Maler Ronald Lippok. Berlin 1985–1987.
- Autodafé. Eigenverlag. Berlin 1987.
- Braegen. Eigenverlag. Berlin 1988.
- LeiLei. Grafiken von Ronald Lippok. Ursuspress 16. Berlin 1990.

## Tonträger

### Herausgabe
- autoreverse. LP, Hidden Records, Berlin 1996. Gemeinsam mit Bernd Jestram.
- Ende vom Lied – Eastgerman Underground Sound 1979–1990, play loud records 2016. Gemeinsam mit dem Künstlerhaus Bethanien Berlin, anläßlich der Ausstellung Gegenstimmen – Kunst in der DDR 1976–1989 im Gropiusbau Berlin.
- Ornament & Verbrechen. LP, play loud records 2019.
- Die Gehirne Ihre Größten Erfolge 1983–85. LP, play loud records 2020.
- Klick & Aus AIDS delikat. LP, play loud records 2020.
- too much future – Punkrock GDR 1980–1989. 3 LP und Buch, Major Label 2020. Gemeinsam mit Maik Reichenbach.
- Neu Rot Halt An. LP und MC, aufnahme + wiedergabe 2022.
- The Local Moon. 2 LP und MC, aufnahme + wiedergabe 2022.
- Neuntage Soldier. LP und MC, aufnahme + wiedergabe 2022.
- Corp Cruid I. LP und MC, aufnahme + wiedergabe 2022.
- Heinz & Franz Alle Aufnahmen. LP und MC, aufnahme + wiedergabe 2022.
- FO32 Extra Hart Arbeitendes Rastermaterial Für Kontakt. LP und MC, aufnahme + wiedergabe 2022.
- Rosa Beton Demo 83. LP und MC, aufnahme + wiedergabe 2022.
- Der Expander Des Fortschritts Urknall Horde Mensch. LP und MC, aufnahme + wiedergabe 2023.
- Tropenkoller Tropenkoller 86-88. LP und MC, aufnahme + wiedergabe 2023.
- Mahlsdorfer Wohnstuben Orchester M.W.O. 1987-1989. LP und MC, aufnahme + wiedergabe 2023.
- Edition tapetopia GDR Undergroundtapes 1980 - 1990. MC, Black Cat Tape Rec 2023.
- L’Ambassadeur Des Ombres Strike Me If I Shriek. LP und MC, aufnahme + wiedergabe 2023.
- Happy Straps Pleasures 1985-86. LP und MC, aufnahme + wiedergabe 2023.
- Rosa Extra Extrakte 1980 - 1984. MC, aufnahme + wiedergabe 2023.
- Nontoxic Intoxication. LP und MC, aufnahme + wiedergabe 2024.
- A. F. Moebius Eine Auswahl. LP und MC, aufnahme + wiedergabe 2024.

## Ausstellungen
- Entartete Jugend – Jugend- und Subkultur in Zeiten der Diktatur. Veranstaltungsreihe 2003/2004. Produzent.
- ostPUNK! – too much future. Kurator, gemeinsam mit Michael Boehlke. Mitherausgeber des gleichnamigen Katalogs. Künstlerhaus Bethanien Berlin 2005.
- In Grenzen frei – Mode, Fotografie, Underground in der DDR 1979–89. Kurator, gemeinsam mit Michael Boehlke, Grit Seymur, Frieda von Wild. Mitherausgeber des gleichnamigen Ausstellungskatalogs. Staatliche Museen zu Berlin 2009.
- poesie des untergrunds – Die Literaten- und Künstlerszene Ostberlins 1979–89. Ausstellungsgestaltung und Schattenkuratorium. Museum Pankow 2009.
- brennzeiten – Die Keramikwerkstatt Wilfriede Maaß, ein Zentrum des künstlerischen Offgrounds in Ostberlin. Kurator, gemeinsam mit Ingeborg Quaas. Mitherausgeber des gleichnamigen Ausstellungskatalogs. Galerie Forum Amalienpark 2014.

## Auszeichnungen
- Hans-und-Lea-Grundig-Preis[11] der Rosa-Luxemburg-Stiftung 2025, in der Kategorie Kunstvermittlung für das Projekt Tapetopia

## Stipendien
- Alfred-Döblin-Stipendium 2004, Aufenthaltsstipendium der Akademie der Künste Berlin[12]
- Alfred-Döblin-Stipendium 2021, Aufenthaltsstipendium der Akademie der Künste Berlin[13]
- Künstlerhaus Lukas[14], Arbeitsstipendium, Ahrenshoop 2022
- 31. Burgschreiber zu Beeskow[15] 2024